# Happy Days Are Here Again
A Happy Days Are Here Again egy 1929-ben született sláger. Szerzői: Milton Ager (zene),  Jack Yellen (szöveg). A dal az 1930-as Chasing Rainbows című filmben jelent meg, és Franklin D. Roosevelt 1932-es elnökválasztási kampánydala volt. Magyarországon a Szabad Európa Rádió Forgószínpad című műsorának szignáljaként vált ismertté.

Leo Reisman és zenekara rögzítette lemezre.

A dal a 47. a 20. század amerikai dalainak listáján (Recording Industry Association of America's list of „Songs of the Century”).

## Híres felvételek
- Fred Feild
- Dias Alegres
- Dick Robertson
- Charles King
- Annette Hanshaw
- Barbra Streisand,[1]
- Ben Selvin
- Jack Hylton
- Leo Reisman
- Kurt Edelhagen(wd)
- Judy Garland
- James Last
- Freda Payne
- Glee Cast...

## Film
- Happy Days Are Here Again (1936), brit musical. Rendező: Norman Lee, szereplők: Renée Houston, Billie Houston, Shirley Houston, zene: Guy Jones.